# Omar Vergara
Omar Alejandro Vergara (Rosario, 6 aprile 1943 – 29 giugno 2018) è stato uno schermidore argentino.

## Biografia
Ha partecipato ai Giochi della XIX Olimpiade di Città del Messico nel 1968, ai Giochi della XX Olimpiade di Monaco nel 1972 ed ai Giochi della XXI Olimpiade di Montréal nel 1976.

## Palmarès
In carriera ha conseguito i seguenti risultati:
- Giochi panamericani:

San Paolo 1963: bronzo nella spada a squadre.
Città del Messico 1975: oro nella spada individuale.